# H*-Algebra
Eine H*-Algebra ist eine mathematische Struktur, die im mathematischen Teilgebiet der Funktionalanalysis untersucht wird. 
Es handelt sich um eine involutive Banachalgebra, die gleichzeitig ein Hilbertraum ist, zusammen mit einer Bedingung, die die Involution mit der Hilbertraumstruktur verknüpft. Dabei erhält man eine zum Satz von Artin-Wedderburn analoge Strukturtheorie.

## Definition der H*-Algebra
Eine involutive {\displaystyle \mathbb {C} }-Banachalgebra {\displaystyle A} heißt H*-Algebra, wenn folgendes gilt:
- Es gibt ein Skalarprodukt {\displaystyle \langle \cdot ,\cdot \rangle } auf {\displaystyle A}, so dass {\displaystyle \|x\|^{2}=\langle x,x\rangle } für alle {\displaystyle x\in A}
- Für alle {\displaystyle a,x,y\in A} gilt: {\displaystyle \langle ax,y\rangle =\langle x,a^{*}y\rangle } und {\displaystyle \langle xa,y\rangle =\langle x,ya^{*}\rangle }.

Dabei wird die Involution auf {\displaystyle A} mit * bezeichnet. Die erste Bedingung besagt gerade, dass die Banachalgebra {\displaystyle A} mit ihrer Banachalgebrennorm ein Hilbertraum ist. Jedes {\displaystyle a\in A} definiert via Linksmultiplikation einen linearen Operator {\displaystyle L_{a}:A\rightarrow A,\,x\mapsto ax} und via Rechtssmultiplikation einen linearen Operator {\displaystyle R_{a}:A\rightarrow A,\,x\mapsto xa}. 
Die zweite Bedingung sagt dann, dass {\displaystyle L_{a*}} (bzw. {\displaystyle R_{a*}}) die Hilbertraum-Adjungierte zu {\displaystyle L_{a}} (bzw. {\displaystyle R_{a}}) ist, in Formeln {\displaystyle L_{a^{*}}\,=\,(L_{a})^{*}} (bzw. {\displaystyle R_{a^{*}}\,=\,(R_{a})^{*}}), wobei der * auf der rechten Seite für die Hilbertraum-Adjunktion, das heißt für die Involution der C*-Algebra {\displaystyle B(A)} der beschränkten linearen Operatoren auf dem Hilbertraum {\displaystyle A}, steht. 
Auf diese Weise hängt die Involution der Banachalgebra mit der Hilbertraumstruktur zusammen.

## Beispiele
- Die Hilbert-Schmidt-Klasse {\displaystyle A={\mathcal {S}}(H)} über einem Hilbertraum {\displaystyle H} ist eine H*-Algebra, wobei das Skalarprodukt durch {\displaystyle \langle x,y\rangle =\operatorname {Spur} (y^{*}x)} gegeben ist.
- Sei {\displaystyle G} eine kompakte Gruppe und {\displaystyle A} der Hilbertraum L2(G). Mit der Faltung als Multiplikation und der durch {\displaystyle f^{*}(s):={\overline {f(s^{-1})}}} definierten Involution wird {\displaystyle A} zu einer H*-Algebra.
- Sei {\displaystyle J} eine beliebige, nicht-leere Menge, {\displaystyle A:=\{a:J^{2}\rightarrow \mathbb {C} ;\,\sum _{i,j\in J}|a(i,j)|^{2}<\infty \}} und {\displaystyle \alpha \geq 1} eine reelle Zahl. Für {\displaystyle a,b\in A} und {\displaystyle \lambda \in \mathbb {C} } definiere

{\displaystyle {\begin{array}{rcl}(\lambda a)(i,j)&:=&\lambda a(i,j)\\(a+b)(i,j)&:=&a(i,j)+b(i,j)\\(ab)(i,j)&:=&\sum _{k\in J}a(i,k)b(k,j)\\(a^{*})(i,j)&:=&{\overline {a(j,i)}}\\\langle a,b\rangle &:=&\alpha \sum _{i,j\in J}a(i,j){\overline {b(i,j)}}\\\|a\|&:=&\langle a,a\rangle ^{1/2}\end{array}}}.
Mit diesen Definitionen wird {\displaystyle A} zu einer H*-Algebra, zur sogenannten vollen Matrixalgebra. Im Falle {\displaystyle \alpha =1} ist die volle Matrixalgebra isometrisch isomorph zur Hilbert-Schmidt-Klasse {\displaystyle {\mathcal {S}}(\ell ^{2}(J))}.
- Ein kontinuierliches Analogon zur vollen Matrixalgebra erhält man wie folgt. Für Funktionen {\displaystyle f,g\in A:=L^{2}([0,1]\times [0,1])} definiere

{\displaystyle {\begin{array}{rcl}(fg)(s,t)&:=&\int _{0}^{1}f(s,r)g(r,t){\mathrm {d} }r\\(f^{*})(s,t)&:=&{\overline {f(t,s)}}\end{array}}}.
Mit diesen Definitionen wird der Hilbertraum {\displaystyle A} zu einer H*-Algebra.
- Der Folgenraum {\displaystyle \ell ^{2}} ist mit der komponentenweise erklärten Multiplikation und der durch die komponentenweise komplexe Konjugation definierten Involution eine kommutative H*-Algebra.

## Strukturtheorie
Die zum Satz von Artin-Wedderburn analoge Strukturtheorie der H*-Algebren wurde 1945 von Warren Ambrose aufgedeckt. 

### 1. Struktursatz
Eine H*-Algebra {\displaystyle A} zerfällt in eine orthogonale Summe {\displaystyle A={\overline {A^{2}}}\oplus (A^{2})^{\perp }}. Dabei ist
{\displaystyle (A^{2})^{\perp }=\{x\in A;\,xA=\{0\}\}=\{x\in A;\,Ax=\{0\}\}}
das Jacobson-Radikal von {\displaystyle A}, und {\displaystyle {\overline {A^{2}}}}, der Abschluss aller endlichen Summen von Produkten zweier Elemente aus {\displaystyle A}, ist eine halbeinfache H*-Algebra, das heißt ihr Jacobson-Radikal ist {\displaystyle \{0\}}.
Das Produkt zweier Elemente des Radikals ist 0. Daher ist nur noch die Struktur halbeinfacher H*-Algebren zu untersuchen.

### 2. Struktursatz
Eine halbeinfache H*-Algebra zerfällt in die orthogonale Summe der minimalen, abgeschlossenen, zweiseitigen Ideale und damit in eine direkte Summe einfacher H*-Algebren. 
Dabei heißt eine H*-Algebra einfach, wenn sie keine nicht-trivialen, zweiseitigen, abgeschlossenen Ideale hat. Damit ist nur noch die Struktur einfacher H*-Algebren zu untersuchen.

### 3. Struktursatz
Eine einfache H*-Algebra ist isometrisch isomorph zu einer vollen Matrix-Algebra. 
Damit ist die Struktur der H*-Algebren aufgedeckt: Eine H*-Algebra ist isometrisch isomorph zu einer orthogonalen Summe aus einem Hilbertraum mit der Nullmultiplikation und vollen Matrixalgebren. Der Hilbertraum mit der Nullmultiplikation ist das Jacobson-Radikal. Die einzelnen Summanden der direkten Summe können der Nullraum sein, sie werden dann weggelassen.